# Walk of Life
«Walk of Life» es un sencillo de la banda británica de rock Dire Straits, incluida en su quinto álbum de estudio, Brothers in Arms (1985). El sencillo, publicado a finales de 1985, se convirtió en el mayor éxito comercial de la banda en el Reino Unido.

## Historia
El tema fue inicialmente rechazado por el productor Neil Dorfsman, quien pensó que no estaba a la altura del resto de canciones que iban a configurar el álbum Brothers in Arms, sin embargo, fue finalmente incluido en el disco por expreso deseo de los componentes de la banda. La canción fue usada como cara B del sencillo "So Far Away", publicado en Europa en abril de 1985. 
"Walk of Life" es una pieza de rock and roll sencilla, compuesta por Knopfler como homenaje al cantante Johnny Mathis con una introducción muy pegadiza interpretada con un sintetizador que le confiere cierto aire zydeco. El tema fue ganando popularidad hasta el punto de ser lanzado como sencillo el 30 de noviembre de 1985, alcanzando el puesto número 2 de las listas de éxitos británicas, el puesto más alto alcanzado por Dire Straits en el Reino Unido. En Estados Unidos llegó al puesto número 7 de la lista Billboard Hot 100 y en España alcanzó el puesto número 13.